# Samaria (Tabasco)
Samaria es una localidad del municipio de Huimanguillo ubicado en la subregión de la Chontalpa del estado mexicano de Tabasco.

## Geografía
La localidad de Samaria se sitúa en las coordenadas geográficas 17°49′18″N 93°21′52″O / 17.821667, -93.364444, a una elevación de 22 metros sobre el nivel del mar.

## Demografía
Según el Conteo de Población y Vivienda 2020, efectuado por el Instituto Nacional de Estadística y Geografía, la localidad de Samaria tiene 74 habitantes, de los cuales 42 son del sexo masculino y 32 del sexo femenino. Su tasa de fecundidad es de 2.84 hijos por mujer y tiene 18 viviendas particulares habitadas.
| Gráfica de evolución demográfica de Samaria entre 1990 y 2020 |
|                                                               |
| INEGI.                                                        |